# Antillopsyche tubicola
Antillopsyche tubicola är en nattsländeart som beskrevs av Oliver S. Flint Jr. 1964. Antillopsyche tubicola ingår i släktet Antillopsyche och familjen fångstnätnattsländor. Inga underarter finns listade i Catalogue of Life.